# Aéroport international d'Eilat - Ramon
L'aéroport Ilan & Asaf Ramon est le nouvel aéroport international de la ville israélienne d'Eilat situé dans la vallée de Timna dans le sud d’Israël à 20 minutes du centre de la station balnéaire d'Eilat.

## Histoire
L’aéroport de Ramon est prévu pour servir d’aéroport de déroutement pour l'aéroport de Tel Aviv-Ben Gourion en cas de conflit armé, en remplacement des aéroports d’Amman en Jordanie et de Larnaca (aéroport international de Larnaca) à Chypre. Il remplace les deux anciens aéroports de la ville d'Eilat, d’uhe part l'aéroport Eilat-Hozman aujourd'hui désaffecté, qui se situait au centre-ville d'Eilat et qui avait été jugé nécessaire pour poursuivre le développement de la station balnéaire, permettant, entre autres, la construction d’hôtels supplémentaires à proximité du littoral (mer Rouge) et d’autre part, celui de Ovda, aujourd'hui fermé au trafic civil et réservé à l'armée israélienne.
Il est le premier aéroport construit en Israël depuis son indépendance.
Son nom est choisi en hommage à Ilan Ramon et à son fils Assaf Ramon. Le père, après une carrière de pilote de chasse dans les forces aériennes israéliennes, a été le premier astronaute israélien mais est mort lors de l'accident de la navette Columbia en 2003. Son fils a fait également une carrière de pilote de chasse et est mort lors du crash de son appareil F-16 en 2009,,,,,,,,,,.
Initialement prévue en avril 2017, la mise en service complète est intervenue le 21 janvier 2019,, jour de son inauguration par le Premier ministre Benjamin Netanyahu. Son coût de construction est de 1,7 milliard de shekels.
Au moment du confinement mondial durant la pandémie de Covid-19, l’aéroport Ramon est fermé deux ans.
Souffrant d’une sous-fréquentation, l’aéroport Ramon est l’objet d’initiatives visant à orienter vers lui des passagers. En 2022, Israël autorise les Palestiniens de Cisjordanie à emprunter l’aéroport Ramon pour se rendre en Turquie. Cette autorisation est l’objet d’un échange avec l’Autorité palestinienne : contre cette ouverture, elle accepte d’abandonner ses poursuites contre Israël pour crimes de guerre devant la Cour pénale internationale.
Lors de la guerre de Gaza (2023-2025), et dans le cadre d’un possible génocide gazaoui, l’aéroport de Ramon sert aux déportations dites « émigration volontaire » des Gazaouis à partir du 19 mars vers plusieurs pays d’Europe. La flotte aérienne militaire roumaine a envoyé un de ses appareils pour transporter les Gazaouis,. L’objectif du gouvernement israélien est de transporter ainsi 2500 personnes voire 10 000 par jour. Ces déportations continuent en avril (16 vols entre , ; en mars 2025, au moins 1600 Gazaouis ont été transportés hors de Palestine. L’aéroport reçoit la visite du ministre Moshe Arbel début avril dans ce cadre. Parmi les pays de destination, se trouvent la France, le Chili, la Bosnie.

## Situation
L'aéroport Ramon est situé à 18 kilomètres au nord d'Eilat, près de Be'er Ora (en). D’une superficie de 5665 ha, il est situé le long de la route 901.
Ramon se situe proche de l'aéroport international Roi-Hussein en Jordanie et l'aéroport international de Taba en Égypte. Au moment de l'ouverture de l'aéroport, la Jordanie était le seul pays arabe avec l’Égypte à avoir conclu la paix avec Israël, en 1994.
| Tel Aviv · Ben Gourion Eilat - Ramon Eilat - Ovda Eilat - Hozman Tel Aviv · Sdé Dov Haïfa Ein Yahav Rosh Pina |

## Infrastructures
La piste principale, d’une longueure initialement prévue de 3100 m, a finalement été construite de 3600 m pour qu’elle puisse permettre l’atterrissage de gros avions en cas d’urgence, comme lors de la guerre de 2014 à Gaza, où une roquette touchant l’aéroport Ben-Gourion avait obligé à dérouter les vols vers l’aéroport d’Ouvda. 

## Statistiques
Les prévisions de trafic étaient de 1,85 million de passagers pour la première année, dont 1,5 million à l’international, avec une capacité de 4,25 millions de passagers par an.
L'aéroport Ramon a vu passer 1 534 056 passagers en 2019, 486 553 en 2020 et seulement 79 650 passagers en 2023. Ceci est en partie dû à la moindre attractivité d’Eilat vis-à-vis de Charm el-Cheikh et d’Aqaba, moins chers et offrant des services de meilleure qualité. Aussi Israël subventionne les compagnies aériennes qui utilisent l’aéroport Ramon de 60 euros par passager.
Le graphique qui aurait dû être présenté ici ne peut pas être affiché car il utilise l'ancienne extension Graph, désactivée pour des questions de sécurité. Des indications pour créer un nouveau graphique avec la nouvelle extension Chart sont disponibles ici.

Voir la requête brute et les sources sur Wikidata.

## Compagnies et destinations
Le 4 mars 2019, la compagnie irlandaise à bas prix Ryanair a inauguré le premier service commercial  international avec un Boeing 737-800 au départ de Poznań, en Pologne,,.
| Compagnies       | Destinations                                              |
| ---------------- | --------------------------------------------------------- |
| Arkia            | Tel Aviv - Ben Gourion                                    |
| Finnair          | En saison : Helsinki-Vantaa                               |
| Israir Airlines  | Haïfa, Tel Aviv - Ben Gourion,                            |
| Transavia France | En saison : Paris-Orly                                    |
| Ural Airlines    | En saison : Moscou-Domodédovo, Saint-Pétersbourg-Poulkovo |

Màj 04/2024
L'aérogare dispose de boutiques hors taxes ainsi que trois cafés et un Burger King.